# Hallstead (Pennsylvanie)
Hallstead est un borough situé au nord du comté de Susquehanna, en Pennsylvanie, aux États-Unis,. En 2010, il comptait une population de 1 303 habitants, estimée au 1er juillet 2020 à 1 323 habitants.  Le borough est incorporé en 1874.

## Démographie
Lors du recensement de 2010, le borough comptait une population de 1 303 habitants. Elle est estimée, en 2020, à 1 323 habitants.

### Source de la traduction
- (en) Cet article est partiellement ou en totalité issu de l’article de Wikipédia en anglais intitulé « Hallstead, Pennsylvania » (voir la liste des auteurs).